# Earl Browder
Earl Russell Browder, född 20 maj 1891 i Wichita i Kansas, död 27 juni 1973 i Princeton i New Jersey, var en amerikansk kommunistisk politiker, generalsekreterare i USA:s kommunistiska parti mellan 1934 och 1945. Han var kommunistpartiets presidentkandidat vid de amerikanska valen 1936 och 1940.

## Biografi
Ideologiskt stod Browder nära Stalin och Sovjetunionen, vilket gjorde honom mycket kontroversiell under sin samtid. Han var även kontroversiell inom det amerikanska kommunistpartiet, som var mycket splittrat i sitt förhållande till Sovjetunionen. Under sin tid som ledare för det amerikanska kommunistpartiet stödde han officiellt Molotov–Ribbentrop-pakten och som presidentkandidat kandiderade han på en renodlat kommunistisk plattform och ville bland annat ändra om det amerikanska styret och ekonomin efter sovjetisk förebild. Som kommunistpartiets presidentkandidat 1936 och 1940 fick han 0,17% respektive 0,10% av rösterna, två av det amerikanska kommunistpartiets bästa valresultat. 
Efter Tysklands invasion av Sovjetunionen sommaren 1941 började han kampanjerna hårt för ett amerikanskt inträde i kriget mot Nazityskland och fortsatte att förespråka enighet och nära samarbete med Sovjetunionen även efter krigsslutet, men då denna linje blev allt mer impopulär efter krigsslutet avtog hans inflytande inom kommunistpartiet och 1945 avsattes han som generalsekreterare av sin främste politiske rival, den mer sovjetkritiske William Foster, som han själv hade avsatt 1930. Under resten av sitt liv höll han sig mestadels borta från politiken men gjorde ändå regelbundna inhopp i den amerikanska politiska debatten.